# 6257 Thorvaldsen
Thorvaldsen (asteróide 6257) é um asteróide da cintura principal, a 2,1296212 UA. Possui uma excentricidade de 0,0899827 e um período orbital de 1 307,58 dias (3,58 anos).
Thorvaldsen tem uma velocidade orbital média de 19,47002018 km/s e uma inclinação de 7,9254º.
Este asteróide foi descoberto em 26 de Março de 1971 por Cornelis van Houten, Tom Gehrels.